# Al lupo al lupo
Al lupo al lupo è un film del 1992 diretto ed interpretato da Carlo Verdone, affiancato nel cast da Francesca Neri e Sergio Rubini.

## Trama
Vanni Sagonà, apprezzato pianista, durante un concerto nota tra il pubblico l'assenza del padre, noto poeta e scultore. Recatosi a casa del padre, scopre che l'uomo non è presso la propria dimora, l'unico indizio è l'assenza delle chiavi delle case in campagna e al mare di cui Vanni trova solo i duplicati che indicherebbero che il padre si trova in una delle due. Non avendo la patente, Vanni chiede alla sorella Livia di accompagnarlo; Livia, in crisi col marito, dopo un iniziale rifiuto accetta più per evitare di partire col marito per Parigi che per vera preoccupazione verso il padre. Giunti alla casa in campagna Livia e Vanni vi trovano il fratello Gregorio, un musicista fallito che va avanti organizzando serate come DJ, che ha trasformato la magione in una discoteca per una delle sue serate.
Dopo una litigata tra Gregorio e Vanni, il DJ rivela ai fratelli di aver visto due giorni prima il padre, ma che questi dopo aver passato un intero pomeriggio seduto davanti a casa a fissare l'orizzonte se ne era andato senza dire nulla; sulla giacca abbandonata sulla sedia i tre trovano un invito a ritirare un premio letterario a Siena proprio per quel giorno. Mentre Gregorio e Vanni si recano a Siena, Livia decide di andare a cercare il padre alla casa al mare, ma in realtà è una scusa per andare dal suo amante Paolo, per comunicargli che non intende lasciare il marito per non perdere sua figlia. Intanto a Siena, Vanni e Gregorio constatano l'assenza del padre al premio letterario e dopo averlo ritirato al posto suo chiamano Livia, che gli fa credere di non aver trovato il padre neanche alla casa al mare. Mentre i due stanno per tornare a Roma con l'intenzione di avvertire la polizia, Vanni nota che le chiavi della casa al mare sono rimaste nell'auto di Gregorio - quindi intuiscono che Livia non c'è andata - e decidono di recarsi li.
Livia decide infine di recarsi alla casa al mare, inseguita da Paolo; lì trova Vanni e Gregorio, che scoprono la sua relazione clandestina. Dopo che i fratelli convincono a modo loro Paolo e Livia a lasciarsi, i tre cercano in casa indizi del padre: sarà l'occasione per loro di confrontarsi e fare nuove scoperte. L'arrivo poi di vecchi amici di famiglia porterà all'ennesima lite tra Gregorio e Vanni, il quale vorrebbe che la musica composta dal fratello dj non venisse associata a quella suonata da lui per via dello stesso cognome, al punto di chiedergli di firmarsi col cognome della madre, facendolo passare di fatto come un figlio di padre ignoto. Gregorio su tutte le furie se ne va in spiaggia dove incontra il cane del padre, che conduce i tre alla villa di Diamante, ex amante del padre, la donna per cui questi aveva lasciato la moglie. La donna rivela ai tre che l'uomo le aveva lasciato il cane prima di allontanarsi da tutti per "morire senza essere morto". Comprendendo che il padre non vuole essere trovato i tre decidono di non proseguire le ricerche, prima di andarsene però Diamante desidera sentir Vanni suonare e durante l'esibizione del fratello al piano, Gregorio mostra tutta l'invidia nei suoi confronti per non essere mai stato bravo come lui. Le strade dei tre sembrano ormai sul punto di dividersi con Livia che riporterà Vanni a Roma e Gregorio che deve recarsi per una serata in Versilia, ma all'ultimo Livia e Vanni decidono di partecipare alla serata del fratello.
In discoteca, Livia dà a Vanni una pasticca spacciandola per aspirina e in seguito a questo Vanni si lascia andare, chiedendo a Gregorio di aiutarlo ad andare per la prima volta con una donna; nel frattempo Livia adesca uno studente universitario sotto il nome di "Marianna La Shampista". La serata ricompatta finalmente i tre fratelli e la mattina dopo Livia dice agli altri due di aver intuito dove possa essere il padre. I tre infatti lo troveranno in una baita tra le montagne di un'antica cava di marmo, dove l'uomo ha deciso di passare gli ultimi anni della sua vita. Mentre l'uomo spiega le sue ragioni ai tre figli decide di fare loro un ritratto, ma li disegna come erano da bambini, quasi a volerli ricordare così.

## Produzione
L'attore Barry Morse, fu inizialmente scritturato, poi scartato, per Maledetto il giorno che t'ho incontrato, così Verdone per sdebitarsi lo inserì nella pellicola. L'attore Barry Morse, che interpreta il padre Mario, è più conosciuto dal pubblico italiano per aver recitato nella serie televisiva degli anni '70, Spazio 1999. Nel film è doppiato dall'allora quarantenne Franco Zucca, più giovane di due anni rispetto a Carlo Verdone.
Il film è uno dei più autobiografici di Carlo Verdone. Nella pellicola il regista e attore interpreta Gregorio (suo secondo nome) primo di tre fratelli, con Vanni e Livia. Anche nella realtà Carlo è primo di tre fratelli, con Luca e Silvia, più piccoli di 3 ed 8 anni. Nel film il padre si chiama Mario (Sagonà) proprio come Mario Verdone, papà di Carlo, Luca e Silvia. Nei primi giorni successivi la misteriosa scomparsa del padre, i tre figli scoprono un biglietto in una sua giacca in cui è scritto che riceverà un importante premio a Siena (al quale però non si presenterà). Si tratta di un episodio accaduto realmente, infatti Mario Verdone vinse il premio dell'Accademia Chigiana di Siena del 1948 per il libretto dell'opera lirica Il vecchio geloso di Carlo Savina.

### Riprese
Le scene della casa al mare, sono girate a Cala di Forno.
La scena dei tre fratelli che fanno un bagno notturno nella vasca di acque termali è stata girata nella "piazza delle sorgenti" di Bagno Vignoni, frazione del comune di San Quirico d'Orcia, in provincia di Siena.
Nella scena finale ambientata su una baita situata sulle Alpi Apuane, durante le riprese si scatenò una violenta tempesta d'aria che durò per tre giorni spazzando via il tetto della baita. Barry Morse, da professionista quale era, non si scompose e proseguì la scena senza ausili esterni con la sola macchina da presa in funzione e rischiando con le forti raffiche di vento di venire quasi decapitato, mentre la troupe era uscita e Verdone raccontò in varie interviste che la situazione suscitò l'ilarità generale di tutti.

## Colonna sonora
All'inizio del film, il pianista Vanni (Sergio Rubini) esegue il primo brano dalle Gnossiennes di Erik Satie. Nella scena in cui i tre fratelli si ritrovano insieme in un salone della villa, Vanni interpreta il primo brano dalle Gymnopédies dello stesso autore.

## Distribuzione
Il film è uscito nelle sale italiane il 18 dicembre 1992.

## Accoglienza

### Incassi
Il film ha incassato 11,2 miliardi di Lire, risultando così l'undicesimo maggiore incasso della stagione cinematografica italiana 1992-1993.

## Riconoscimenti
- 1993 – Nastro d'argento
  - Migliore soggetto a Filippo Ascione, Leonardo Benvenuti, Piero De Bernardi e Carlo Verdone
  - Migliore colonna sonora a Manuel De Sica